# Encalypta hedbergii
Encalypta hedbergii là một loài rêu trong họ Encalyptaceae. Loài này được P. de la Varde mô tả khoa học đầu tiên năm 1955.